# 诺森伯兰街

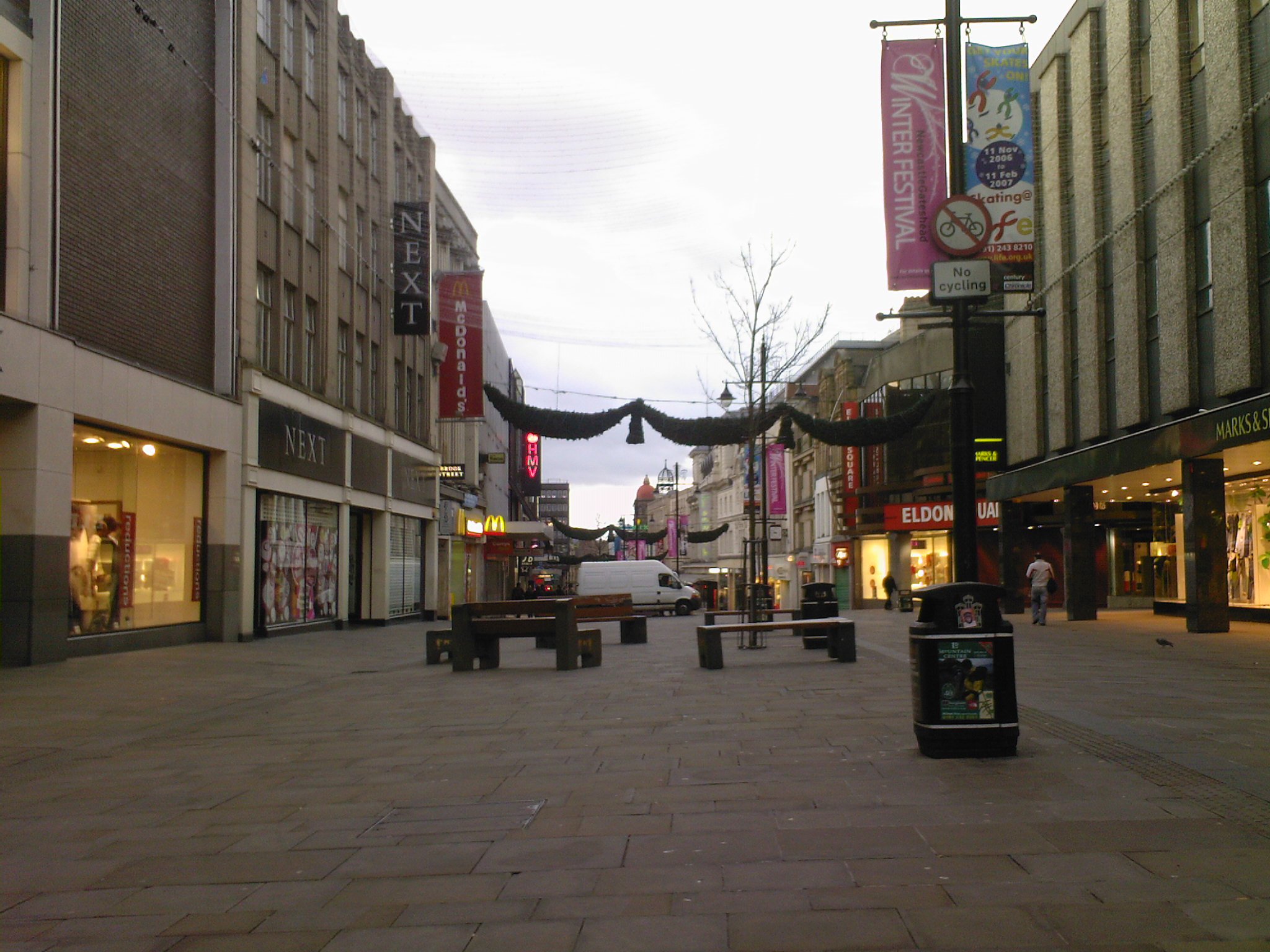
诺森伯兰街

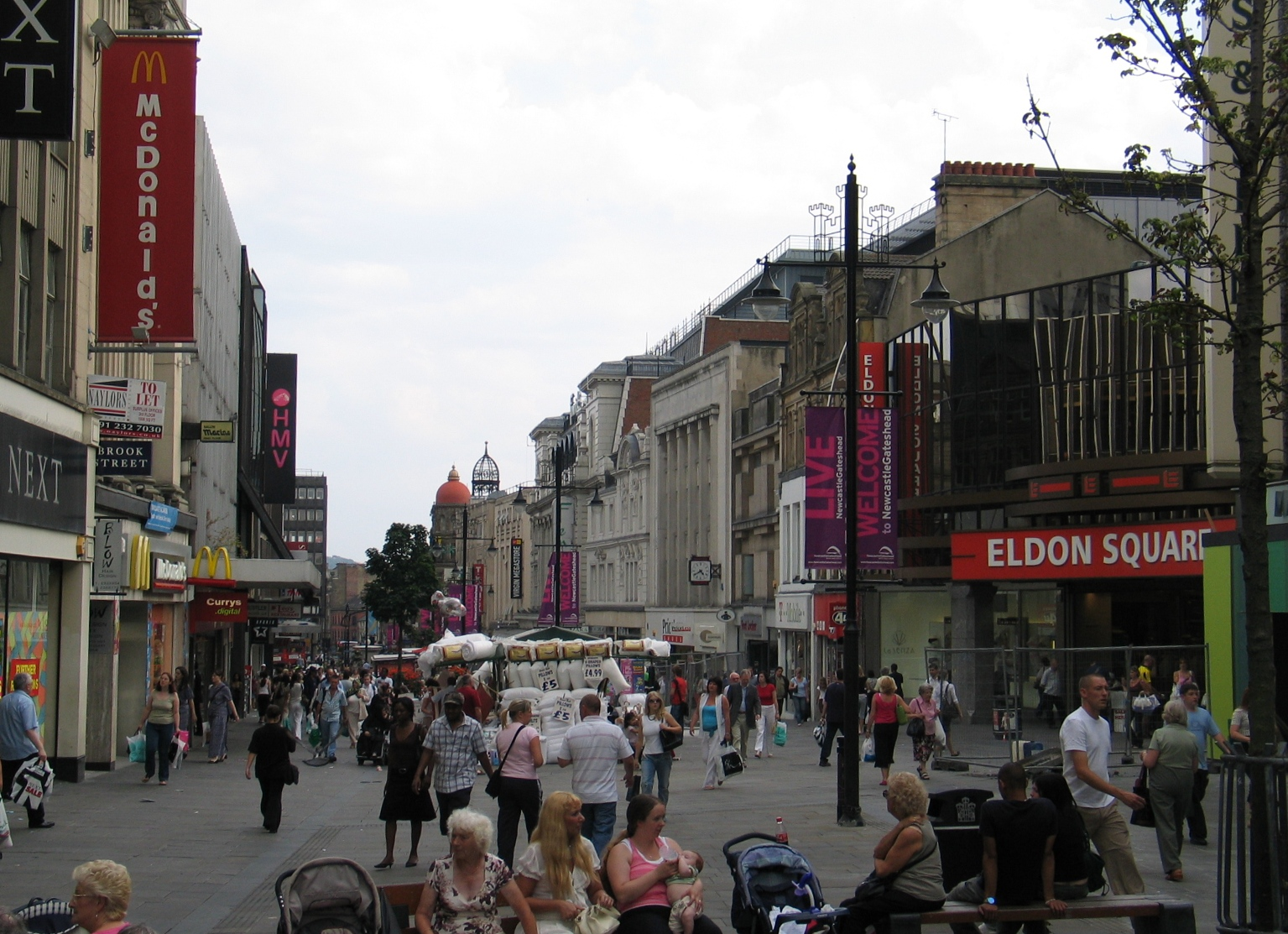
诺森伯兰街

诺森伯兰街（Northumberland Street）是英格兰东北部城市泰恩河畔纽卡斯尔主要的购物街，拥有各种各样不同的零售商，银行和咖啡馆，按每平方英尺租金计算，诺森伯兰街是伦敦以外英国最昂贵的位置。目前有超过51个零售商，包括酒吧。
诺森伯兰街仍允许清晨的进货运输，但在那之后，禁止所有非行人交通，包括自行车和滑板。